# 沃利亞亞庫博瓦
49°25′46″N 23°30′39″E / 49.42944°N 23.51083°E
沃利亞亞庫博瓦（羅馬化：Volia Yakubova）是烏克蘭的村落，位於該國西部利沃夫州，由德羅霍貝奇區負責管轄，始建於1340年，面積2.94平方公里，2001年人口302，人口密度每平方公里102.72人。